# Robert Baumgartner (Musiker)

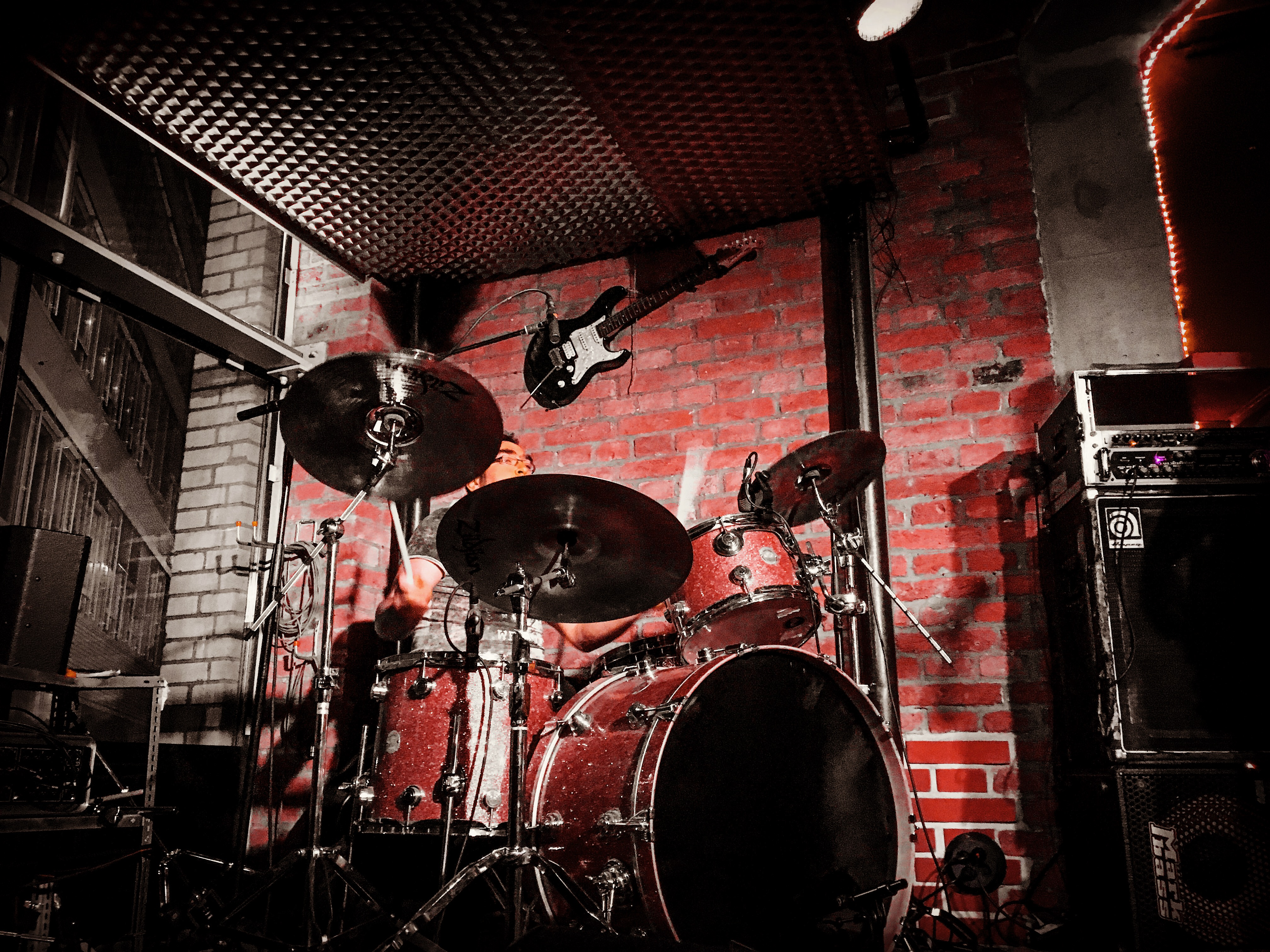
Robert „Bertl“ Baumgartner 2019 (HORAK Trio Konzert am 19. Jänner 2019 im Wiener Musiklokal local)

Robert „Bertl“ Baumgartner  (* 13. Januar 1973 in St. Pölten) ist ein österreichischer Musiker und war bis 2014 Schlagzeuger der Band Erste Allgemeine Verunsicherung.
Baumgartner besuchte in Neulengbach die Schule und absolvierte eine Lehre als Klavierbauer. Er war in diesem Beruf einige Jahre tätig. Seine Musikerkarriere begann Baumgartner zunächst als Studiomusiker für den Produzenten Leo Bei. Unter anderem wirkte er hierbei an der CD Raps und Rülpsen von Sigi Maron mit. Auf der Abschiedstournee der Band Alkbottle ersetzte er Peter Wagner, der aus der Band ausgeschieden war. Von 1998 bis 2014 gehörte er der Ersten Allgemeinen Verunsicherung an. Er ersetzte den wegen einer Erkrankung ausgefallenen Alex Deutsch.